# Блезински, Клифф
Клифф Блезински (иногда Блежински, англ. Cliff Bleszinski; родился 12 февраля 1975 года; также известен как CliffyB) — геймдизайнер, наиболее известный продолжительной работой над сериями игр Unreal и Gears of War. По мнению IGN, занимает сороковую позицию в «сотне создателей игр всех времён».
Первой компьютерной игрой Блезински была The Palace of Deceit: Dragon’s Plight в жанре пиксель-хантинг квест; он написал её в 1991 году, когда ему было 17 лет. Он также известен как один из авторов игр Dare to Dream и Jazz Jackrabbit (уже в составе Epic MegaGames). В 2006 году он выступил в роли ведущего дизайнера Gears of War для Xbox 360.
Прозвище «CliffyB» он получил, когда ещё был подростком, которое, однако, он сохранил до сих пор. В 2008 году он заявил о желании избавиться от прозвища, считая, что «пора немного подрасти». Немного позже блог о видеоиграх Kotaku.com назвал его «Dude Huge».
В октябре 2012 года, Клифф Блезински, отвечавший за разработку серий игр Unreal, Unreal Tournament и Gears of War анонсировал свой уход из студии Epic Games. Как заявил Клифф, своё увольнение он объясняет усталостью: дизайнер пояснил, что ему нужен перерыв, так как он работал над играми на протяжении 20 лет.
30 июня 2014 года Клифф официально сообщил, что возвращается к игровой индустрии, обещая показать свой новый проект. Этим проектом стал онлайн-шутер LawBreakers, выпущенный основанной Клиффом компанией Boss Key Productions. Проект, выпущенный 8 августа 2017 года, однако, не смог набрать достаточную игровую аудиторию и был закрыт спустя год, 14 сентября 2018 года, а сама студия была закрыта 14 мая 2018 года.